# Les Cheveux d'or
Ne doit pas être confondu avec The Lodger (film, 2009).
Pour plus de détails, voir Fiche technique et Distribution.
Les Cheveux d'or (The Lodger ou The Lodger: A Story of the London Fog) est un film britannique muet réalisé par Alfred Hitchcock en 1926 et sorti en 1927.

## Synopsis
À Londres, l'« Avenger », un tueur en série assassine des jeunes femmes blondes, dans le style de Jack l'Éventreur.
Un homme à l'air mystérieux se présente pour louer une chambre chez M. et Mrs Bunting. Daisy, leur fille blonde comme les victimes du tueur, s'éprend de l'étrange locataire. Joe, le petit ami de Daisy, est le détective chargé de l'affaire. Il devient jaloux du locataire et le soupçonne d'être l'Avenger.

## Fiche technique
- Titre français : Les Cheveux d'or
- Autre titre : L'Éventreur
- Titre original : The Lodger: A Story of the London Fog
- Réalisateur : Alfred Hitchcock, assisté d'Alma Reville
- Scénario original : Eliot Stannard, Alfred Hitchcock  (non crédité), d'après le roman The Lodger (1913) de Marie Belloc Lowndes
- Producteur : Michael Balcon
- Photographie : Hal Young, Gaetano di Ventimiglia (sous le nom du Baron Ventimiglia)
- Décors : C.W. Arnold
- Montage : Ivor Montagu
- Production : Gainsborough Pictures
- Distributeur d'origine : Woolf & Freedman Film Service Ltd.
- Pays d'origine :  Royaume-Uni
- Format : noir et blanc - muet
- Genre : policier
- Durée : 75 minutes, 101 min version (TCM print) USA
- Musique rajoutée en 1999 : Ashley Irwin
- Tournage : en juillet 1926 aux studios d'Islington
- Date de sortie :
  - Royaume-Uni : 14 février 1927

## Distribution

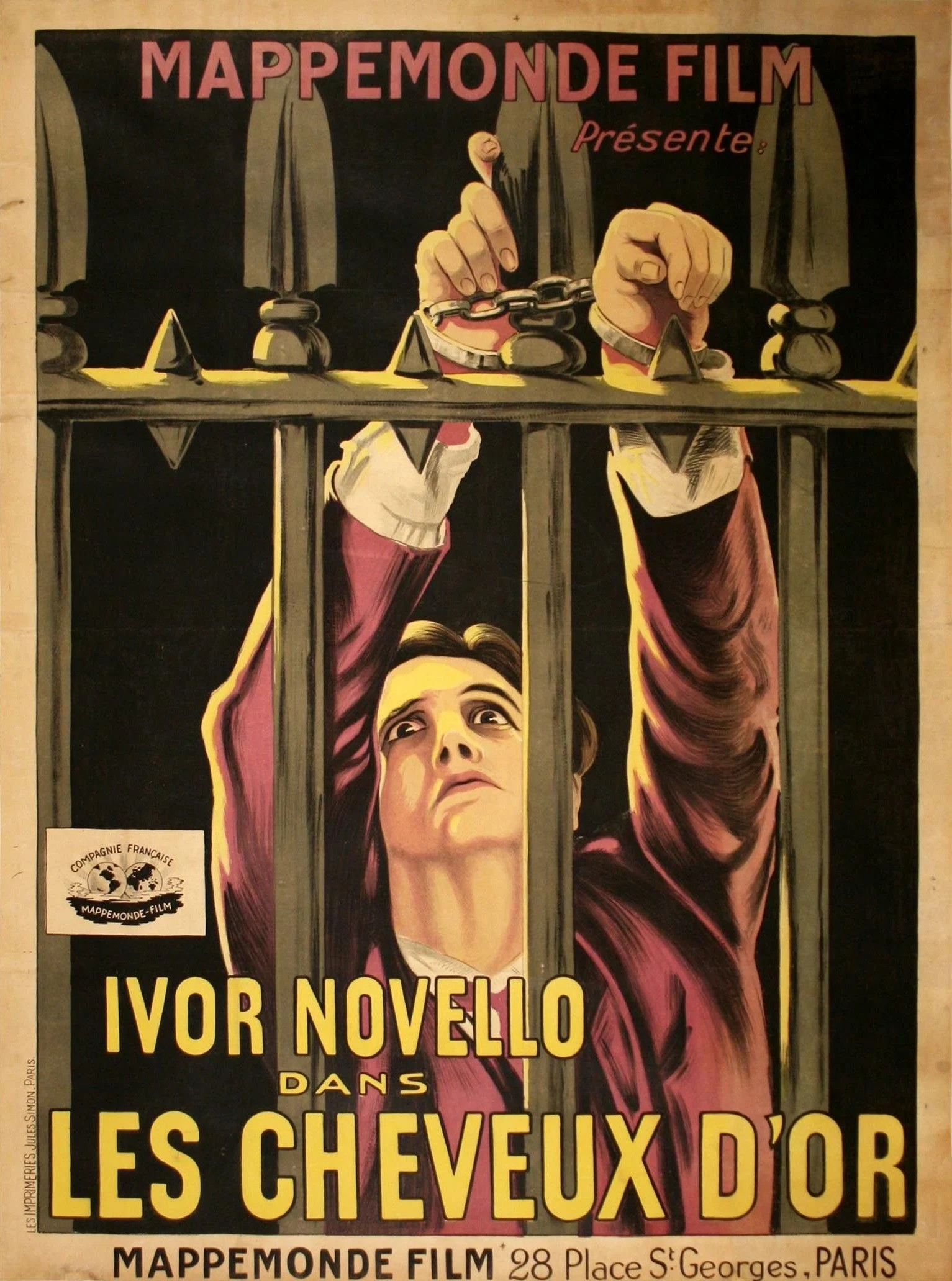
Affiche française du film.

- Ivor Novello : Jonathan Drew, le locataire des Bunting qui pourrait bien être l'Avenger, un tueur sadique
- June Tripp (créditée "June") : Daisy Bunting, la fille des Bunting, un mannequin, la fiancée de Joe, qui s'éprend du locataire
- Malcolm Keen : Joe Chandler, un policier de Scotland Yard, le fiancé de Daisy
- Marie Ault : Mme Bunting, la logeuse de Jonathan
- Arthur Cherney : M. Bunting, son mari

Acteurs non crédités
- Alfred Hitchcock : un badaud qui assiste au lynchage
- Reginald Gardiner : un danseur au bal
- Eve Gray : une danseuse victime de l'Avenger
- Alma Reville : la femme qui écoute la TSF

## Autour du film
- Dans son entretien avec François Truffaut, Hitchcock considère que c'est le « premier vrai "Hitchcock Picture" »[1].
- Quand le film leur fut présenté, les producteurs le jugèrent mauvais et furent sur le point d'arrêter là la carrière d'Hitchcock. Michael Bacon engagea Ivor Montagu pour revoir le découpage ; il fit plusieurs interventions qui sauvèrent le film et l'avenir du réalisateur.[réf. nécessaire]
- Hitchcock aurait préféré laisser planer le doute sur la culpabilité du locataire. Mais étant donné la notoriété d'Ivor Novello, le producteur a réclamé qu'il apparaisse innocent.[réf. nécessaire]
- Plusieurs symboles chrétiens apparaissent dans le film : le crucifix de Mrs Bunting ; l'ombre d'une fenêtre forme une croix sur le visage du locataire ; une scène est semblable à la descente du Christ de la croix.
- Comme le film est muet, pour montrer les logeurs imaginant leur locataire faisant les cent pas à l'étage au-dessus, celui-ci est filmé à travers un plancher en verre.
- Selon une habitude de l'époque, certaines scènes sont teintées en vert ou en sépia. Le film est monté avec un code couleur bleu ou sépia selon la situation : bleu les scènes en extérieur, sépia le reste[2].
- Caméo : deux apparitions, assis derrière un bureau au journal, puis parmi la foule lors de l'arrestation (2e à droite).
- Le roman a connu plusieurs autres adaptations : Meurtres (1932) par Maurice Elvey, Jack l'Éventreur (1944) par John Brahm, L'Étrange Mr. Slade (1953) par Hugo Fregonese et The Lodger de David Ondaatje.